# Listă de aeroporturi după codul IATA: S
Mai jos este lista de aeroporturi al căror cod IATA începe cu litera S.
Această listă este generată cu date din Wikidata și este actualizată periodic de un robot.
 Editările făcute în listă vor fi șterse la următoarea actualizare!
| Imagine | Cod IATA | Articol                                                  |
| ------- | -------- | -------------------------------------------------------- |
|         | SMQ      | Aeroportul Sampit                                        |
|         | SXE      | Aeroportul West Sale                                     |
|         | SHP      | Aeroportul Qinhuangdao Shanhaiguan                       |
|         | SBO      | Aeroportul Salina-Gunnison                               |
|         | SMO      | Aeroportul Santa Monica                                  |
|         | SSA      | Aeroportul Internațional Deputado Luís Eduardo Magalhães |
|         | SPW      | Aeroportul Municipal Spencer                             |
|         | SCY      | Aeroportul San Cristóbal                                 |
|         | SIC      | Aeroportul San José, Las Perlas                          |
|         | SMB      | Aeroportul Franco Bianco                                 |
|         | SOC      | Aeroportul Internațional Adisumarmo                      |
|         | SPC      | Aeroportul La Palma                                      |
|         | SLB      | Aeroportul Municipal Storm Lake                          |
|         | SAW      | Aeroportul Internațional Istanbul Sabiha Gökçen          |
|         | SGN      | Aeroportul Internațional Tan Son Nhat                    |
|         | SGT      | Aeroportul Municipal Stuttgart                           |
|         | SKG      | Aeroportul Internațional „Macedonia” Salonic             |
|         | SCB      | Aeroportul Scribner State                                |
|         | SGR      | Aeroportul Regional Sugar Land                           |
|         | SMA      | Aeroportul Santa Maria                                   |
|         | SMP      | Aeroportul Stockholm                                     |
|         | SMK      | Aeroportul St. Michael                                   |
|         | SYP      | Aeroportul Ruben Cantu                                   |
|         | SWX      | Aeroportul Shakawe                                       |
|         | SMS      | Aeroportul Sainte Marie                                  |
|         | SPL      | Aeroportul Smederevska Palanka                           |
|         | STY      | Aeroportul Internațional Nueva Hespérides                |
|         | SBF      | Aeroportul Sardeh Band                                   |
|         | SHL      | Aeroportul Shillong                                      |
|         | SSR      | Aeroportul Sara                                          |
|         | SNS      | Aeroportul Municipal Salinas                             |
|         | SCL      | Aeroportul Internațional Arturo Merino Benítez           |
|         | SRP      | Aeroportul Stord                                         |
|         | SYR      | Aeroportul Internațional Syracuse Hancock                |
|         | SNB      | Aeroportul Snake Bay                                     |
|         | SVS      | Aeroportul Stevens Village                               |
|         | SEK      | Aeroportul Srednekolymsk                                 |
|         | STN      | Aeroportul Londra Stansted                               |
|         | SYM      | Aeroportul Pu'er Simao                                   |
|         | SAN      | Aeroportul International San Diego                       |
|         | SES      | Aeroportul Municipal Selma                               |
|         | SEN      | Aeroportul Londra Southend                               |
|         | SPK      | Aeroportul Spanish Fork-Springville                      |
|         | SZY      | Aeroportul Internațional Szczytno-Szymany                |
|         | STS      | Aeroportul Charles M. Schulz–Sonoma County               |
|         | SRT      | Aeroportul Soroti                                        |
|         | SID      | Aeroportul Internațional Amílcar Cabral                  |
|         | SON      | Aeroportul Santo-Pekoa                                   |
|         | SBP      | Aeroportul Regional San Luis Obispo County               |
|         | SBT      | Aeroportul Internațional Sabetta                         |
|         | SDF      | Aeroportul Internațional Louisville                      |
|         | SFG      | Aeroportul L'Espérance                                   |
|         | SGP      | Aeroportul Shay Gap                                      |
|         | SJM      | Aeroportul San Juan de la Maguana                        |
|         | SKP      | Aeroportul Skopje                                        |
|         | SLN      | Aeroportul Regional Salina                               |
|         | SLW      | Aeroportul Plan de Guadalupe                             |
|         | SAL      | Aeroportul Internațional Monseñor Óscar Arnulfo Romero   |
|         | SHG      | Aeroportul Shungnak                                      |
|         | SCC      | Aeroportul Deadhorse                                     |
|         | SDC      | Aeroportul Williamson–Sodus                              |
|         | SEO      | Aeroportul Séguéla                                       |
|         | SFO      | Aeroportul Internațional San Francisco                   |
|         | SGV      | Aeroportul Sierra Grande                                 |
|         | SHR      | Aeroportul Sheridan County                               |
|         | STP      | Aeroportul St. Paul Downtown                             |
|         | SMC      | Aeroportul Sremska Mitrovica                             |
|         | SPT      | Aeroportul Sipitang                                      |
|         | SYS      | Aeroportul Saskylakh                                     |
|         | SSL      | Aeroportul Santa Rosalía                                 |
|         | STD      | Aeroportul Mayor Buenaventura Vivas                      |
|         | SCD      | Aeroportul Municipal Sylacauga                           |
|         | SCD      | Aeroportul Sulaco                                        |
|         | SHB      | Aeroportul Nakashibetsu                                  |
|         | SFL      | Aeroportul São Filipe                                    |
|         | SKY      | Aeroportul Griffing Sandusky                             |
|         | SAM      | Aeroportul Salamo                                        |
|         | SCO      | Aeroportul Aktau                                         |
|         | SDX      | Aeroportul Sedona                                        |
|         | SLD      | Aeroportul Sliač                                         |
|         | SVL      | Aeroportul Savonlinna                                    |
|         | SEY      | Aeroportul Sélibaby                                      |
|         | SVB      | Aeroportul Sambava                                       |
|         | SKF      | Lackland Air Force Base                                  |
|         | SYJ      | Aeroportul Sirjan                                        |
|         | SDH      | Aeroportul Santa Rosa de Copán                           |
|         | SGK      | Aeroportul Sangapi                                       |
|         | SJI      | Aeroportul San Jose                                      |
|         | SJK      | Aeroportul São José dos Campos                           |
|         | SJX      | Aeroportul Sarteneja                                     |
|         | SSH      | Aeroportul Internațional Sharm el-Sheikh                 |
|         | SYH      | Aeroportul Syangboche                                    |
|         | SHK      | Aeroportul Sehonghong                                    |
|         | SXF      | Aeroportul Berlin-Schönefeld                             |
|         | SKQ      | Aeroportul Sekake                                        |
|         | SVG      | Aeroportul Stavanger                                     |
|         | SBY      | Aeroportul Regional Salisbury–Ocean City–Wicomico        |
|         | SMX      | Aeroportul Santa Maria Public                            |
|         | SLM      | Aeroportul Salamanca                                     |
|         | SRC      | Aeroportul Municipal Searcy                              |
|         | SAU      | Aeroportul Tardamu                                       |
|         | SIU      | Aeroportul Siuna                                         |
|         | SUT      | Aeroportul Sumbawanga                                    |
|         | SMR      | Aeroportul Internațional Simón Bolívar                   |
|         | SXM      | Aeroportul Internațional Princess Juliana                |
|         | SER      | Aeroportul Municipal Freeman                             |
|         | SHJ      | Aeroportul Internațional Sharjah                         |
|         | SOD      | Aeroportul Sorocaba                                      |
|         | SFQ      | Aeroportul Sanliurfa                                     |
|         | SLU      | Aeroportul George F. L. Charles                          |
|         | SVA      | Aeroportul Savoonga                                      |
|         | SGH      | Aeroportul Municipal Springfield-Beckley                 |
|         | SVX      | Aeroportul Koltsovo                                      |
|         | SYU      | Aeroportul Warraber Island                               |
|         | SUY      | Aeroportul Suntar                                        |
|         | SAC      | Aeroportul Sacramento Executive                          |
|         | SFA      | Aeroportul Internațional Sfax–Thyna                      |
|         | SSF      | Aeroportul Municipal Stinson                             |
|         | STM      | Aeroportul Santarém-Maestro Wilson Fonseca               |
|         | SAB      | Aeroportul Juancho E. Yrausquin                          |
|         | SDS      | Aeroportul Sado                                          |
|         | SJD      | Aeroportul Los Cabos                                     |
|         | SUW      | Aeroportul Richard I. Bong                               |
|         | SLC      | Aeroportul Internațional Salt Lake City                  |
|         | SVZ      | Aeroportul Internațional Juan Vicente Gómez              |
|         | SEA      | Aeroportul Internațional Seattle–Tacoma                  |
|         | SSE      | Aeroportul Solapur                                       |
|         | SXZ      | Aeroportul Siirt                                         |
|         | SPD      | Aeroportul Saidpur                                       |
|         | SUV      | Aeroportul Internațional Nausori                         |
|         | SBI      | Aeroportul Sambailo                                      |
|         | SEP      | Aeroportul Regional Stephenville Clark                   |
|         | SVI      | Aeroportul Eduardo Falla Solano                          |
|         | SCT      | Aeroportul Socotra                                       |
|         | SPF      | Aeroportul Black Hills                                   |
|         | SAT      | Aeroportul Internațional San Antonio                     |
|         | SFK      | Aeroportul Siófok-Kiliti                                 |
|         | SFK      | Aeroportul Soure                                         |
|         | SVE      | Aeroportul Municipal Susanville                          |
|         | SML      | Aeroportul Stella Maris                                  |
|         | SDQ      | Aeroportul Internațional Las Américas                    |
|         | SHA      | Aeroportul Internațional Shanghai Hongqiao               |
|         | SHM      | Aeroportul Nanki-Shirahama                               |
|         | SIA      | Aeroportul Xi'an Xiguan                                  |
|         | STC      | Aeroportul Regional St. Cloud                            |
|         | SYW      | Aeroportul Sehwan Sharif                                 |
|         | SPI      | Aeroportul Abraham Lincoln Capital                       |
|         | SUL      | Aeroportul Sui                                           |
|         | SAD      | Aeroportul Regional Safford                              |
|         | SLO      | Aeroportul Salem-Leckrone                                |
|         | SVK      | Aeroportul Silver Creek                                  |
|         | SOY      | Aeroportul Stronsay                                      |
|         | SKD      | Aeroportul Internațional Samarkand                       |
|         | SMV      | Aeroportul Samedan                                       |
|         | STT      | Aeroportul Cyril E. King                                 |
|         | SBZ      | Aeroportul Internațional Sibiu                           |
|         | SDG      | Aeroportul Sanandaj                                      |
|         | SNW      | Aeroportul Thandwe                                       |
|         | SIE      | Aeroportul Sines                                         |
|         | SRL      | Aeroportul Palo Verde                                    |
|         | SDW      | Aeroportul Sindhudurg                                    |
|         | SZP      | Aeroportul Santa Paula                                   |
|         | SWH      | Aeroportul Swan Hill                                     |
|         | SEF      | Aeroportul Regional Sebring                              |
|         | SOB      | Aeroportul Hévíz–Balaton                                 |
|         | SOM      | Aeroportul San Tomé                                      |
|         | SNK      | Aeroportul Winston Field                                 |
|         | SFT      | Aeroportul Skellefteå                                    |
|         | SBS      | Aeroportul Steamboat Springs                             |
|         | SKO      | Aeroportul Internațional Sadiq Abubakar III              |
|         | SEB      | Aeroportul Sabha                                         |
|         | SIS      | Aeroportul Sishen                                        |
|         | SIR      | Aeroportul Sion                                          |
|         | SAV      | Aeroportul Internațional Savannah/Hilton Head            |
|         | SHC      | Aeroportul Shire                                         |
|         | SIT      | Aeroportul Sitka Rocky Gutierrez                         |
|         | SLI      | Aeroportul Solwezi                                       |
|         | SLY      | Aeroportul Salekhard                                     |
|         | SMG      | Aeroportul Lasikin                                       |
|         | SNO      | Aeroportul Sakon Nakhon                                  |
|         | SEV      | Aeroportul Sievierodonetsk                               |
|         | SFB      | Aeroportul Internațional Orlando Sanford                 |
|         | SFD      | Aeroportul Las Flecheras                                 |
|         | SPP      | Aeroportul Menongue                                      |
|         | SUG      | Aeroportul Surigao                                       |
|         | SJQ      | Aeroportul Sesheke                                       |
|         | SUF      | Aeroportul Internațional Lamezia Terme                   |
|         | SEM      | Aeroportul Craig Field                                   |
|         | SWT      | Aeroportul Strezhevoy                                    |
|         | SIK      | Aeroportul Municipal Sikeston Memorial                   |
|         | SCI      | Aeroportul Paramillo                                     |
|         | SDM      | Aeroportul Municipal Brown Field                         |
|         | SBU      | Aeroportul Springbok                                     |
|         | SEG      | Aeroportul Penn Valley                                   |
|         | SSK      | Aeroportul Sturt Creek                                   |
|         | SFS      | Aeroportul Subic Bay                                     |
|         | SOO      | Aeroportul Söderhamn                                     |
|         | SJZ      | Aeroportul São Jorge                                     |
|         | SUS      | Aeroportul Spirit of St. Louis                           |
|         | SJU      | Aeroportul Internațional Luis Muñoz Marín                |
|         | SBL      | Aeroportul Santa Ana del Yacuma                          |
|         | SOF      | Aeroportul Sofia                                         |
|         | SGO      | Aeroportul St George                                     |
|         | SJP      | Aeroportul São José do Rio Preto                         |
|         | SCE      | Aeroportul University Park                               |
|         | STE      | Aeroportul Municipal Stevens Point                       |
|         | SAG      | Aeroportul Shirdi                                        |
|         | SMM      | Aeroportul Semporna                                      |
|         | SUI      | Aeroportul Sukhumi Babushara                             |
|         | SVJ      | Aeroportul Svolvær                                       |
|         | SRG      | Aeroportul Internațional Achmad Yani                     |
|         | SWP      | Aeroportul Swakopmund                                    |
|         | SRD      | Aeroportul San Ramón                                     |
|         | SMF      | Aeroportul Internațional Sacramento                      |
|         | SLL      | Aeroportul Salalah                                       |
|         | STJ      | Aeroportul Rosecrans Memorial                            |
|         | STI      | Aeroportul Internațional Cibao                           |
|         | STI      | Aeroportul Municipal Santiago                            |
|         | SDN      | Aeroportul Sandane                                       |
|         | SKC      | Aeroportul Suki                                          |
|         | SBB      | Aeroportul Santa Barbara De Barinas                      |
|         | SGU      | Aeroportul Regional St. George                           |
|         | SIN      | Aeroportul Internațional Changi                          |
|         | SMW      | Aeroportul Smara                                         |
|         | SPZ      | Aeroportul Municipal Springdale                          |
|         | SME      | Aeroportul Regional Lake Cumberland                      |
|         | SSI      | Aeroportul Malcolm McKinnon                              |
|         | SNF      | Aeroportul Sub Teniente Nestor Arias                     |
|         | SHQ      | Aeroportul Southport                                     |
|         | SHU      | Aeroportul Smith Point                                   |
|         | SHI      | Aeroportul Shimojishima                                  |
|         | SPU      | Aeroportul Split                                         |
|         | SQO      | Aeroportul Storuman                                      |
|         | SRY      | Aeroportul Dasht-e Naz                                   |
|         | SUJ      | Aeroportul Internațional Satu Mare                       |
|         | SUR      | Aeroportul Summer Beaver                                 |
|         | SQQ      | Aeroportul Internațional Šiauliai                        |
|         | SBQ      | Aeroportul Sibi                                          |
|         | SCH      | Aeroportul Schenectady County                            |
|         | SFI      | Aeroportul Safi                                          |
|         | SLV      | Aeroportul Shimla                                        |
|         | STG      | Aeroportul St. George                                    |
|         | SKB      | Aeroportul Robert L. Bradshaw                            |
|         | SCW      | Aeroportul Syktyvkar                                     |
|         | STF      | Aeroportul George M. Bryan                               |
|         | SDP      | Aeroportul Sand Point                                    |
|         | SXN      | Aeroportul Sua Pan                                       |
|         | SJC      | Aeroportul Internațional San Jose                        |
|         | SHW      | Aeroportul Sharurah Domestic                             |
|         | SBR      | Aeroportul Saibai Island                                 |
|         | SMN      | Aeroportul Lemhi County                                  |
|         | SJS      | Aeroportul San José de Chiquitos                         |
|         | SLJ      | Aeroportul Solomon                                       |
|         | SMI      | Aeroportul Internațional Samos                           |
|         | SWC      | Aeroportul Stawell                                       |
|         | SHD      | Aeroportul Regional Shenandoah Valley                    |
|         | SRN      | Aeroportul Strahan                                       |
|         | SUK      | Aeroportul Sakkyryr                                      |
|         | SIH      | Aeroportul Silgadi Doti                                  |
|         | SOP      | Aeroportul Moore County                                  |
|         | SPA      | Aeroportul Spartanburg Downtown Memorial                 |
|         | SYT      | Aeroportul Saint-Yan                                     |
|         | SWD      | Aeroportul Seward                                        |
|         | SJE      | Aeroportul Jorge Enrique González Torres                 |
|         | SRJ      | Aeroportul Capitán Germán Quiroga Guardia                |
|         | SOG      | Aeroportul Sogndal                                       |
|         | SHS      | Aeroportul Shashi                                        |
|         | SWQ      | Aeroportul Brangbiji                                     |
|         | SGX      | Aeroportul Songea                                        |
|         | SDJ      | Aeroportul Sendai                                        |
|         | SIP      | Aeroportul Internațional Simferopol                      |
|         | SDT      | Aeroportul Saidu Sharif                                  |
|         | SNA      | Aeroportul John Wayne                                    |
|         | SFJ      | Aeroportul Kangerlussuaq                                 |
|         | SHE      | Aeroportul Internațional Shenyang Taoxian                |
|         | SYI      | Aeroportul Municipal Shelbyville                         |
|         | SZB KUL  | Aeroportul Sultan Abdul Aziz Shah                        |
|         | SHT      | Aeroportul Shepparton                                    |
|         | SKR      | Aeroportul Shakiso                                       |
|         | SNC      | Aeroportul General Ulpiano Paez                          |
|         | SNM      | Aeroportul San Ignacio de Moxos                          |
|         | SPN      | Aeroportul Internațional Saipan                          |
|         | SWJ      | Aeroportul South West Bay                                |
|         | SNN      | Aeroportul Shannon                                       |
|         | SYQ      | Aeroportul Internațional Tobías Bolaños                  |
|         | SRH      | Aeroportul Sarh                                          |
|         | SKK      | Aeroportul Shaktoolik                                    |
|         | SXP      | Aeroportul Sheldon Point                                 |
|         | SAH      | Aeroportul Internațional Sana'a                          |
|         | SGL      | Aeroportul Sangley Point                                 |
|         | SQH      | Aeroportul Nà Sản                                        |
|         | SQL      | Aeroportul San Carlos                                    |
|         | SIG      | Aeroportul Fernando Luis Ribas Dominicci                 |
|         | SQG      | Aeroportul Tebelian                                      |
|         | SLK      | Aeroportul Regional Adirondack                           |
|         | SQN      | Aeroportul Emalamo                                       |
|         | SDR      | Aeroportul Santander                                     |
|         | SVT      | Aeroportul Savuti                                        |
|         | SUB      | Aeroportul Internațional Juanda                          |
|         | SZX      | Aeroportul Internațional Shenzhen Bao'an                 |
|         | SWS      | Aeroportul Swansea                                       |
|         | SJW      | Aeroportul Shijiazhuang Zhengding                        |
|         | SXV      | Aeroportul Salem                                         |
|         | SSQ      | Aeroportul La Sarre                                      |
|         | SQX      | Aeroportul Sao Miguel Do Oeste                           |
|         | SSX      | Aeroportul Samsun                                        |
|         | SUQ      | Aeroportul Sucua                                         |
|         | SXU      | Aeroportul Soddo                                         |
|         | SRQ      | Aeroportul Internațional Sarasota–Bradenton              |
|         | SNR      | Aeroportul Saint-Nazaire - Montoir                       |
|         | SAZ      | Aeroportul Sasstown                                      |
|         | SDE      | Aeroportul Vicecomodoro Ángel de la Paz Aragonés         |
|         | SNX      | Aeroportul Sabana de la Mar                              |
|         | SNX      | Aeroportul Semnan                                        |
|         | SPG      | Aeroportul Albert Whitted                                |
|         | STH      | Aeroportul Strathmore (D.J. Murray)                      |
|         | SSJ      | Aeroportul Sandnessjøen                                  |
|         | SWY      | Aeroportul Sitiawan                                      |
|         | SVH      | Aeroportul Regional Statesville                          |
|         | SIM      | Aeroportul Simbai                                        |
|         | SJJ      | Aeroportul Internațional Sarajevo                        |
|         | SUN      | Aeroportul Friedman Memorial                             |
|         | SGF      | Aeroportul Național Springfield-Branson                  |
|         | SIQ      | Aeroportul Dabo Singkep                                  |
|         | SLR      | Aeroportul Municipal Sulphur Springs                     |
|         | SNL      | Aeroportul Regional Shawnee                              |
|         | SSM      | Aeroportul Municipal Sault Ste. Marie                    |
|         | STX      | Aeroportul Henry E. Rohlsen                              |
|         | SBM      | Aeroportul Sheboygan County Memorial                     |
|         | SDD      | Aeroportul Lubango                                       |
|         | SDI      | Aeroportul Saidor                                        |
|         | SDK      | Aeroportul Sandakan                                      |
|         | SFZ      | Aeroportul North Central State                           |
|         | SHZ      | Aeroportul Seshutes                                      |
|         | SKI      | Aeroportul Skikda                                        |
|         | SLH      | Aeroportul Vanua Lava                                    |
|         | SNY      | Aeroportul Municipal Sidney                              |
|         | SOU      | Aeroportul Southampton                                   |
|         | SGA      | Aeroportul Sheghnan                                      |
|         | SIW      | Aeroportul Sibisa                                        |
|         | SJL      | Aeroportul São Gabriel da Cachoeira                      |
|         | SYD      | Aeroportul Sydney                                        |
|         | SJT      | Aeroportul Regional San Angelo                           |
|         | SFM      | Aeroportul Regional Sanford                              |
|         | SKT      | Aeroportul Internațional Sialkot                         |
|         | SQM      | Aeroportul Sao Miguel Do Araguaia                        |
|         | SXI      | Aeroportul Sirri Island                                  |
|         | SXR      | Aeroportul Srinagar                                      |
|         | SWO      | Aeroportul Regional Stillwater                           |
|         | SWF      | Aeroportul Internațional New York Stewart                |
|         | SGC      | Aeroportul Internațional Surgut                          |
|         | SOX      | Aeroportul Alberto Lleras Camargo                        |
|         | SQA      | Aeroportul Santa Ynez                                    |
|         | SXO      | Aeroportul São Félix do Araguaia                         |
|         | SDY      | Aeroportul Municipal Sidney-Richland                     |
|         | SLQ      | Aeroportul Sleetmute                                     |
|         | SNV      | Aeroportul Santa Elena de Uairén                         |
|         | SQV      | Aeroportul Sequim Valley                                 |
|         | SQR      | Aeroportul Soroako                                       |
|         | SZT      | Aeroportul Național San Cristóbal de las Casas           |
|         | SNH      | Aeroportul Stanthorpe                                    |
|         | SVQ      | Aeroportul San Pablo                                     |
|         | SQC      | Aeroportul Southern Cross                                |
|         | SBG      | Aeroportul Maimun Saleh                                  |
|         | SCR      | Aeroportul Sälen                                         |
|         | SLA      | Aeroportul Internațional Martín Miguel de Güemes         |
|         | SSD      | Aeroportul Víctor Lafón                                  |
|         | SWA      | Aeroportul Jieyang Chaoshan                              |
|         | SIF      | Aeroportul Simara                                        |
|         | SXQ      | Aeroportul Soldotna                                      |
|         | SUO      | Aeroportul Sunriver                                      |
|         | SOV      | Aeroportul Seldovia                                      |
|         | SHH      | Aeroportul Shishmaref                                    |
|         | SYK      | Aeroportul Stykkishólmur                                 |
|         | SHY      | Aeroportul Shinyanga                                     |
|         | SRW      | Aeroportul Regional Mid-Carolina                         |
|         | SDU      | Aeroportul Santos Dumont                                 |
|         | SBN      | Aeroportul Regional South Bend                           |
|         | SKU      | Aeroportul Național Skyros                               |
|         | SXX      | Aeroportul São Félix do Xingu                            |
|         | SCQ      | Aeroportul Santiago-Rosalía de Castro                    |
|         | SGD      | Aeroportul Sønderborg                                    |
|         | SJY      | Aeroportul Seinäjoki                                     |
|         | SZF      | Aeroportul Samsun-Çarşamba                               |
|         | SZZ      | Aeroportul "Solidarity" Szczecin-Goleniów                |
|         | SCU      | Aeroportul Antonio Maceo                                 |
|         | SAS      | Aeroportul Salton Sea                                    |
|         | SHF      | Aeroportul Shihezi Huayuan                               |
|         | SZK      | Aeroportul Skukuza                                       |
|         | STB      | Aeroportul Miguel Urdaneta Fernández                     |
|         | SYE      | Aeroportul Saadah                                        |
|         | SVP      | Aeroportul Kuito                                         |
|         | SLX      | Aeroportul Salt Cay                                      |
|         | SXK      | Aeroportul Olilit-Saumlaki                               |
|         | SNG      | Aeroportul Cap. Av. Juan Cochamanidis San                |
|         | SXG      | Aeroportul Senanga                                       |
|         | SIJ      | Aeroportul Siglufjörður                                  |
|         | SOW      | Aeroportul Regional Show Low                             |
|         | SPE      | Aeroportul Sepulot                                       |
|         | SPJ      | Aeroportul Sparti                                        |
|         | SPS      | Aeroportul Municipal Wichita Falls                       |
|         | SRZ      | Aeroportul El Trompillo                                  |
|         | SSG      | Aeroportul Internațional Malabo                          |
|         | SSO      | Aeroportul São Lourenço                                  |
|         | SSY      | Aeroportul Mbanza Congo                                  |
|         | STK      | Aeroportul Municipal Sterling                            |
|         | SUX      | Aeroportul Sioux Gateway                                 |
|         | SCZ      | Aeroportul Santa Cruz/Graciosa Bay/Luova                 |
|         | SBK      | Aeroportul Saint-Brieuc – Armor                          |
|         | STV      | Aeroportul Surat                                         |
|         | SJO      | Aeroportul Internațional Juan Santamaría                 |
|         | SYZ      | Aeroportul Internațional Shiraz                          |
|         | SCS      | Aeroportul Scatsta                                       |
|         | SKZ      | Aeroportul Sukkur                                        |
|         | SNE      | Aeroportul Preguiça                                      |
|         | SNI      | Aeroportul Greenville/Sinoe                              |
|         | SUE      | Aeroportul Door County Cherryland                        |
|         | SJB      | Aeroportul San Joaquín                                   |
|         | SKN      | Aeroportul Stokmarknes                                   |
|         | SNP      | Aeroportul St. Paul Island                               |
|         | SUD      | Aeroportul Municipal Stroud                              |
|         | STA      | Aeroportul Stauning Vestjylland                          |
|         | SLF      | Aeroportul Sulayel                                       |
|         | SRE      | Aeroportul Alcantari                                     |
|         | SVF      | Aeroportul Savé                                          |
|         | SEW      | Aeroportul Siwa Oasis North                              |
|         | SIY      | Aeroportul Siskiyou County                               |
|         | SIO      | Aeroportul Smithton                                      |
|         | SZR      | Aeroportul Stara Zagora                                  |
|         | SLZ      | Aeroportul Internațional Marechal Cunha Machado          |
|         | SVD      | Aeroportul E. T. Joshua                                  |
|         | SVD      | Aeroportul Argyle                                        |
|         | SKH      | Aeroportul Surkhet                                       |
|         | SFN      | Aeroportul Sauce Viejo                                   |
|         | SPX      | Aeroportul Houston Gulf                                  |
|         | SPX      | Aeroportul Internațional Sphinx                          |
|         | SCX      | Aeroportul Salina Cruz                                   |
|         | SBH      | Aeroportul Gustaf III                                    |
|         | SKX      | Aeroportul Saransk                                       |
|         | SQY      | Aeroportul São Lourenço do Sul                           |
|         | SNU      | Aeroportul Abel Santamaría                               |
|         | SVW      | Aeroportul Sparrevohn LRRS                               |
|         | SHV      | Aeroportul Regional Shreveport                           |
|         | SRV      | Aeroportul Stony River                                   |
|         | SCF      | Aeroportul Scottsdale                                    |
|         | SIB      | Aeroportul Sibiti                                        |
|         | SKS      | Aeroportul Vojens                                        |
|         | SOK      | Aeroportul Semonkong                                     |
|         | SPR      | Aeroportul John Greif II                                 |
|         | STQ      | Aeroportul Municipal St. Marys                           |
|         | SCK      | Aeroportul Stockton Metropolitan                         |
|         | SOQ      | Aeroportul Sorong                                        |
|         | SAF      | Aeroportul Municipal Santa Fe                            |
|         | SVO      | Aeroportul Internațional Șeremetievo                     |
|         | SWI      | Aeroportul Municipal Sherman                             |
|         | SFH      | Aeroportul San Felipe                                    |
|         | SHO      | Aeroportul Sikhuphe                                      |
|         | STZ      | Aeroportul Santa Terezinha                               |
|         | SBX      | Aeroportul Shelby                                        |
|         | SGZ      | Aeroportul Songkhla                                      |
|         | SGY      | Aeroportul Skagway                                       |
|         | SDL      | Aeroportul Sundsvall-Timrå                               |
|         | STW      | Aeroportul Stavropol Shpakovskoye                        |
|         | SZA      | Aeroportul Soyo                                          |
|         | SXS      | Aeroportul Sahabat Sahabat 16                            |
|         | SQJ      | Aeroportul Sanming Shaxian                               |
|         | SEZ      | Aeroportul Internațional Seychelles                      |
|         | SOE      | Aeroportul Souanké                                       |
|         | STL      | Aeroportul Internațional Lambert–St. Louis               |
|         | SAX      | Aeroportul Sambú                                         |
|         | SUM      | Aeroportul Sumter                                        |
|         | SZG      | Aeroportul Salzburg                                      |
|         | SAK      | Aeroportul Sauðárkrókur                                  |
|         | SBW      | Aeroportul Sibu                                          |
|         | SAQ      | Aeroportul San Andros                                    |
|         | SVC      | Aeroportul Internațional Grant County                    |
|         | SVU      | Aeroportul Savusavu                                      |
|         | SQW      | Aeroportul Skive                                         |
|         | SAP      | Aeroportul Internațional Ramón Villeda Morales           |
|         | SZE      | Aeroportul Semera                                        |
|         | SHX      | Aeroportul Shageluk                                      |
|         | SXL      | Aeroportul Sligo                                         |
|         | SYY      | Aeroportul Stornoway                                     |
|         | SBA      | Aeroportul Municipal Santa Barbara                       |
|         | SWV      | Aeroportul Severo-Evensk                                 |
|         | SZI      | Aeroportul Zaysan                                        |
|         | SQS      | Aeroportul Matthew Spain                                 |
|         | SZJ      | Aeroportul Siguanea                                      |
|         | SST      | Aeroportul Santa Teresita                                |
|         | SLP      | Aeroportul Internațional San Luis Potosí                 |
|         | SUP      | Aeroportul Trunojoyo                                     |
|         | SYO      | Aeroportul Shonai                                        |
|         | SOJ      | Aeroportul Sørkjosen                                     |
|         | SQD      | Aeroportul Shangrao Sanqingshan                          |
|         | SKW      | Aeroportul Skwentna                                      |
|         | SYX      | Aeroportul Internațional Sanya Phoenix                   |
|         | SCM      | Aeroportul Scammon Bay                                   |
|         | SPY      | Aeroportul San Pédro                                     |
|         | SXT      | Aeroportul Sungai Tiang                                  |
|         | SIV      | Aeroportul Internațional Sullivan County                 |
|         | SDO      | Aeroportul Smederevo                                     |
|         | SXB      | Aeroportul Strasbourg                                    |
|         | SKV      | Aeroportul Internațional St. Catherine                   |
|         | SZN      | Aeroportul Santa Cruz Island                             |
|         | STR      | Aeroportul Stuttgart                                     |
|         | SCV      | Aeroportul Internațional „Ștefan cel Mare” Suceava       |
|         | SBD      | Aeroportul Internațional San Bernardino                  |